# Stożkówka meksykańska
Stożkówka meksykańska (Conocybe mexicana (Murrill) Watling) – gatunek grzybów z rodziny gnojankowatych (Bolbitiaceae).

## Systematyka i nazewnictwo
Pozycja w klasyfikacji według Index Fungorum: Conocybe, Bolbitiaceae, Agaricales, Agaricomycetidae, Agaricomycetes, Agaricomycotina, Basidiomycota, Fungi.
Po raz pierwszy opisał go w 1917 r. William Alphonso Murrill, nadając mu nazwę Galerula mexicana. W 1981 r. Roy Wattling przeniósł go do rodzaju Conocybe. Synonimy:
- Galera mexicana (Murrill) Sacc. & Trotter 1925
- Galerula mexicana Murrill 1917.

Nazwa polska na podstawie internetowego atlasu grzybów. Epitet gatunkowy jest tłumaczeniem nazwy naukowej (Galera mexicana).

## Morfologia
Owocnik
Kapelusz o średnicy 3 cm, półkulisty, bez garbka, wilgotny, jednolicie żółtawoochrowy, nagi, bez prążkowania. Blaszki wykrojone, izabelowate, szerokie z białawymi i lekko karbowanymi krawędziami. Trzon o wysokości do 11 cm i grubości 3 mm, wyprostowany, równy, pusty.
Cechy mikroskopowe
Zarodniki 12,5–15,5 × 8–9,5 μm, średnio 14,3 × 8,7 μm, Q = 1,55–1,75, elipsoidalne do szeroko elipsoidalnych, sporadycznie prawie cylindryczne, nie soczewkowate, grubościenne z widoczną porą rostkową, w KOH pomarańczowobrązowe. Podstawki 2-, rzadko 1-zarodnikowe, 18–23 × 11–13 μm. Sprzążki występują u podstawy podstawek i w tramie. Reakcja z amoniakiem ujemna nawet po 12 godzinach. Cheilocystydy w kształcie kręgli, 12–22 × 6–9 μm z główką o średnicy 2,5–5 μm. Kaulocystydy w kształcie kręgli, zwykle mniejsze od cheilocystyd, 11–19 × 5–9,6 μm, z główką o średnicy 2–4 μm, ponadto w skórce trzonu występują krótkie, walcowate elementy.

## Występowanie i siedlisko
Brak go w opracowanej w 2003 roku przez Władysława Wojewodę „Krytycznej liście wielkoowocnikowych grzybów podstawkowych Polski”, ale jego stanowiska w Polsce podał w 2008 roku Anton Hausknecht (pod nazwą Galerula mexicana).
Stożkówki to naziemne grzyby saprotroficzne.